# Chasseneuil
Chasseneuil település Franciaországban, Indre megyében. Lakosainak száma 710 fő (2022. január 1.). Chasseneuil Nuret-le-Ferron, La Pérouille, Le Pont-Chrétien-Chabenet, Saint-Gaultier, Tendu és Thenay községekkel határos.

## Népesség
A település népességének változása:
| Lakosok száma | 683  | 573  | 580  | 649  | 687  | 688  | 702  | 703  | 701  | 710  |
|               | 1968 | 1982 | 1990 | 2006 | 2013 | 2015 | 2017 | 2019 | 2020 | 2022 |